# Welch Mountains
Welch Mountains – pasmo górskie na wschodzie Dyer Plateau na Ziemi Palmera w południowej części Półwyspu Antarktycznego.
Najwyższy szczyt Welch Mountains – Mount Acton – wznosi się na wysokość 3015 m n.p.m. Góry zostały najprawdopodobniej zauważone podczas lotu przez amerykańskiego podróżnika Lincolna Ellswortha (1880–1951) w 1935 roku. Mapa ich północnych krańców została sporządzona w 1936 roku przez Brytyjską Ekspedycję do Ziemi Grahama (ang. British Graham Land Expedition, (BGLE)) pod dowództwem Johna Rymilla (1905–1968). Welch Mountains zostały sfotografowane podczas lotu zwiadowczego United States Antarctic Service (USAS) w 1940 roku. W tym samym roku USAS sporządził ich pierwsze mapy. Wówczas jeszcze uważano, że góry należą do Eternity Range. 
W latach 1966–1969 sfotografowano z lotu ptaka szczyty Gatlin Peak, Mount Schimansky, Liston Nunatak, Steel Peak, Mount Nordhill, Heintz Peak, Kosky Peak i Fry Peak. Dokładne mapy terenu wydał United States Geological Survey w 1974 roku. Góry zostały nazwane na cześć amerykańskiego admirała Davida F. Welcha, który dowodził U.S. Naval Support Force na terenie Antarktydy w latach 1969–1971.   